# André Potocki
André Potocki (* 21. Juni 1950 in Lyon) ist ein französischer Jurist und Richter am Europäischen Gerichtshof für Menschenrechte.

## Leben und Wirken
Potocki studierte Rechtswissenschaften an der Universität Paris II, wo er 1973 sein rechtswissenschaftliches Diplom erwarb. 1975 schloss er an der École nationale de la magistrature ab. Anschließend war er als Richter an Gerichten in Ribérac, Angoulême und Senlis. Ab 1984 arbeitete er als secrétaire général unter anderem für den Präsidenten des Tribunal de grande instance de Paris, des Pariser Appellationsgerichts und des Kassationshofes. Ab 1990 war er selbst Vizepräsident des Tribunal de grande instance de Paris, seit 1994 Richter am Pariser Appellationsgericht. Seit 1994 ist Potocki außerordentlicher Professor für das Recht der europäischen Gemeinschaft an der Universität Paris X. Von 1995 bis 2001 war er Richter am Gericht der Europäischen Union. Von 2002 bis 2006 war er Vizepräsident der Kommission des Europarates für die Effizienz der Justiz (CEPEJ). Von 2005 bis 2011 war er Richter am französischen Kassationshof.
Im Juni 2011 wurde er als Nachfolger von Jean-Paul Costa als Vertreter Frankreichs zum Richter am Europäischen Gerichtshof für Menschenrechte gewählt. Potocki trat seine Amtszeit am 4. November 2011 an. 2020 endete seine Amtszeit; sein Nachfolger wurde Mattias Guyomar.